# Jiangxi Open 2023 - Qualificazioni singolare
Le qualificazioni del singolare femminile del Jiangxi Open 2023 sono state un torneo di tennis preliminare per accedere alla fase finale della manifestazione. Le vincitrici dell'ultimo turno sono entrate di diritto nel tabellone principale. In caso di ritiro di una o più giocatrici aventi diritto a queste sono subentrati le lucky loser, ossia le giocatrici che hanno perso nell'ultimo turno ma che avevano una classifica più alta rispetto alle altre partecipanti che avevano comunque perso nel turno finale.

## Teste di serie
1. You Xiaodi (qualificata)
2. Ma Yexin (qualificata)
3. Wei Sijia (qualificata)
4. Kathinka von Deichmann (qualificata)

1. Amina Anšba (ultimo turno, lucky loser)
2. Ulrikke Eikeri (ultimo turno, lucky loser)
3. Xun Fangying (primo turno)
4. Dang Yiming (primo turno)

## Qualificate
1. You Xiaodi
2. Ma Yexin

1. Wei Sijia
2. Kathinka von Deichmann

### Lucky loser
1. Amina Anšba

1. Ulrikke Eikeri

## Tabellone

### Sezione 1
|  | Primo turno | Primo turno   | Primo turno   | Primo turno | Primo turno |  |  | Ultimo turno | Ultimo turno  | Ultimo turno  | Ultimo turno | Ultimo turno |  |
|  |             |               |               |             |             |  |  |              |               |               |              |              |  |
|  | 1           | You Xiaodi    | You Xiaodi    | You Xiaodi  | You Xiaodi  |  |  |              |               |               |              |              |  |
|  |             | Bye           | Bye           | Bye         | Bye         |  |  | 1            | You Xiaodi    | You Xiaodi    | 6            | 6            |  |
|  | WC          | Jessy Rompies | Jessy Rompies | 6           | 7           |  |  | WC           | Jessy Rompies | Jessy Rompies | 3            | 1            |  |
|  | 8/WC        | Dang Yiming   | Dang Yiming   | 3           | 5           |  |  |              |               |               |              |              |  |

### Sezione 2
|  | Primo turno | Primo turno       | Primo turno       | Primo turno | Primo turno |  |  | Ultimo turno | Ultimo turno      | Ultimo turno | Ultimo turno | Ultimo turno |  |
|  |             |                   |                   |             |             |  |  |              |                   |              |              |              |  |
|  | 2/WC        | Ma Yexin          | Ma Yexin          | Ma Yexin    | Ma Yexin    |  |  |              |                   |              |              |              |  |
|  |             | Bye               | Bye               | Bye         | Bye         |  |  | 2/WC         | Ma Yexin          | 5            | 6            | 6            |  |
|  | Alt         | Tereza Mihalíková | Tereza Mihalíková | 6           | 6           |  |  | Alt          | Tereza Mihalíková | 7            | 2            | 0            |  |
|  | 7/WC        | Xun Fangying      | Xun Fangying      | 2           | 3           |  |  |              |                   |              |              |              |  |

### Sezione 3
|  | Primo turno | Primo turno      | Primo turno      | Primo turno | Primo turno |  |  | Ultimo turno | Ultimo turno | Ultimo turno | Ultimo turno | Ultimo turno |  |
|  |             |                  |                  |             |             |  |  |              |              |              |              |              |  |
|  | 3           | Wei Sijia        | Wei Sijia        | Wei Sijia   | Wei Sijia   |  |  |              |              |              |              |              |  |
|  |             | Bye              | Bye              | Bye         | Bye         |  |  | 3            | Wei Sijia    | Wei Sijia    | 6            | 6            |  |
|  | WC          | Anastasia Dețiuc | Anastasia Dețiuc | 3           | 3           |  |  | 5            | Amina Anšba  | Amina Anšba  | 3            | 3            |  |
|  | 5           | Amina Anšba      | Amina Anšba      | 6           | 6           |  |  |              |              |              |              |              |  |

### Sezione 4
|  | Primo turno | Primo turno            | Primo turno            | Primo turno | Primo turno |  |  | Ultimo turno | Ultimo turno           | Ultimo turno           | Ultimo turno | Ultimo turno |  |
|  |             |                        |                        |             |             |  |  |              |                        |                        |              |              |  |
|  | 4           | Kathinka von Deichmann | Kathinka von Deichmann | 6           | 6           |  |  |              |                        |                        |              |              |  |
|  | WC          | Prarthana Thombare     | Prarthana Thombare     | 1           | 0           |  |  | 4            | Kathinka von Deichmann | Kathinka von Deichmann | 6            | 7            |  |
|  | WC          | Hou Yanan              | Hou Yanan              | 2           | 61          |  |  | 6            | Ulrikke Eikeri         | Ulrikke Eikeri         | 3            | 5            |  |
|  | 6           | Ulrikke Eikeri         | Ulrikke Eikeri         | 6           | 7           |  |  |              |                        |                        |              |              |  |